# سلیم الریاحی
سلیم الریاحی (عربی: سليم الرياحي؛ زادهٔ ۱۳ ژوئیهٔ ۱۹۷۲) یک سیاست‌مدار اهل تونس است.

## زندگی‌نامه
سلیم الریاحی در ۱۳ ژوئیه ۱۹۷۲ در بنزرت تونس متولد شد. در سال ۱۹۸۰، خانواده اش به لیبی تبعید شد؛ زیرا پدرش یک ملی‌گرای عرب بود که مخالف رئیس‌جمهور حبیب بورقیبه و جانشین او، زین العابدین بن علی بود.
سلیم ریاحی در لیبی بزرگ شد. او در دانشگاه الفاته در طرابلس تحصیل کرد. سپس، او در صنایع نفت، انرژی، حمل و نقل هوایی و صنایع دارایی مشغول به فعالیت شد، که در نتیجه آن ثروت زیادی به ارزش میلیاردها دلار به دست آورد. بعدها او به لندن نقل مکان کرد و دارای تابعیت دوگانه انگلیس و تونس است.